# Klaus Lommatzsch
Klaus Lommatzsch (* 25. Juli 1936 in Neu Kuddezow, Landkreis Schlawe i. Pom.; † 15. Januar 2022) war ein deutscher Politiker (SPD).

## Werdegang
Lommatzsch besuchte eine Oberschule und legte 1954 das Abitur ab. Er studierte an der Humboldt-Universität zu Berlin (HU Berlin) und wurde 1959 Diplom-Mathematiker. Nach einer Aspirantur an der Karls-Universität in Prag promovierte er 1965 bei František Nožička zum Dr. rer. nat. Lommatzsch habilitierte 1973 zum Dr. sc. und wurde Dozent an der HU Berlin.
Im Zuge der Wende in der DDR trat Lommatzsch bereits im Oktober 1989 der Sozialdemokratischen Partei (SDP) bei. Bei der ersten freien Ost-Berliner Wahl im Mai 1990 wurde er in die Berliner Stadtverordnetenversammlung gewählt. Anschließend war er aktiv bei der SPD Berlin im Wissenschaftsforum und Wissenschaftsausschuss.
Lommatzsch war von 1995 bis 2001 Vorsitzender der Arbeiterwohlfahrt (AWO) im Bezirk Pankow.